# Dan (film 1914)
Dan è un film muto del 1914 diretto da George Irving e da John H. Pratt. Prodotto da Augustus Thomas per la All Star Feature Corp., il film aveva come protagonista Lew Dockstader, un famoso cantante, star del vaudeville per i suoi ruoli Blackface.

## Trama
Dan, il fedele servitore della famiglia del colonnello Dabney, è felice quando i ragazzi Dabney - Raoul e Grace - ormai cresciuti, trovano l'amore fidanzandosi rispettivamente con Elsie e John Hammond, due fratelli nordisti. Quando però scoppia la guerra, i due Hammond tornano al Nord, dove John diventa tenente dell'esercito unionista. Raoul, il suo futuro cognato, da parte sua diventa tenente dell'esercito confederato. Quando l'esercito unionista giunge nei pressi della piantagione, John coglie l'occasione per recarsi in visita da Grace. Ma, quando arriva alla casa, trova Jonas Watts, il vecchio supervisore della piantagione e ora soldato nordista, che sta aggredendo Grace. Riesce a salvarla ma è obbligato ad arrestare Raoul, che è venuto a casa per vedere la sorella. Dan, per aiutare il padroncino a fuggire, lancia ai soldati che lo hanno in consegna del pepe rosso negli occhi. In seguito, John verrà arrestato dai confederati, ma verrà liberato da Raoul, che tiene alla felicità della sorella. I suoi superiori, però, scoperto il suo tradimento, lo processano e lo condannano a morte. Mentre il generale Stonewall Jackson, vecchio amico di famiglia dei Dabney, cerca di sospendere l'esecuzione di Raoul, il fedele Dan riporta a casa per la sepoltura il corpo del colonnello, rimasto ucciso durante un'azione. Poi si reca nella tenda del condannato e lo convince ad annerirsi il volto, scambiare con lui gli abiti, e fuggire. Raoul acconsente e Dan prende il suo posto davanti al plotone d'esecuzione. Il suo corpo viene riportato alla piantagione per essere sepolto accanto a quello del suo padrone. Finita la guerra, ritorna la pace e Raoul può sposare Elsie e John la sua Grace.

## Produzione
Le riprese del film, prodotto dalla All Star Feature Film Corp., si conclusero nel luglio 1914.

## Distribuzione
Il film uscì nelle sale cinematografiche statunitensi nell'agosto 1914, distribuito dalla 
All-Star Feature Corp.
Non si conoscono copie ancora esistenti della pellicola che viene considerata presumibilmente perduta.